# Misericoccus arenarius
Misericoccus arenarius är en insektsart som först beskrevs av Doane och Steinweden 1927.  Misericoccus arenarius ingår i släktet Misericoccus och familjen ullsköldlöss. Inga underarter finns listade i Catalogue of Life.